# Lyrognathus
Lyrognathus is een geslacht van spinnen uit de familie vogelspinnen (Theraphosidae).

## Soorten
De volgende soorten zijn bij het geslacht ingedeeld:
- Lyrognathus achilles West & Nunn, 2010
- Lyrognathus crotalus Pocock, 1895
- Lyrognathus fuscus West & Nunn, 2010
- Lyrognathus lessunda West & Nunn, 2010
- Lyrognathus robustus Smith, 1988
- Lyrognathus saltator Pocock, 1900